# Bosdidea
De bosdidea (Didea fasciata) is een insect uit de familie zweefvliegen (Syrphidae).

## Algemeen
De bosdidea is een algemene soort die in Europa voorkomt. Het is met name te vinden is bossen.

## Uiterlijk
De bosdidea is een gele vlieg met 3 zwarte dunne banden op het achterlijf, die in het midden puntiger worden. Het achterlijf is vergeleken met andere zweefvliegen vrij breed gevormd. het borststuk is donker dof koper gekleurd, de poten en sprieten zijn beide vrij donker gekleurd.